# François Boucher
François Boucher (Parijs, 29 september 1703 – aldaar, 30 mei 1770) was een rococo-schilder uit de Franse school.

## Biografie
Geboren als enig kind van de decoratieschilder Nicolas Boucher en Elisabeth Lemelse. Hij genoot zijn eerste opleiding van zijn vader, maar in 1720 trok het schilderij Het oordeel van Suzanne van de hand van de 17-jarige Boucher de aandacht van de gerenommeerde schilder François Lemoyne, die hem vervolgens in de leer nam. In 1723 won hij de wedstrijd voor de Grand Prix.
Boucher is bekend door zijn lieflijke, zoete schilderijen met een sensuele ondertoon. Samen met Jean-Honoré Fragonard, Jean-Baptiste Siméon Chardin, Jean-Baptiste Greuze en Jean Antoine Watteau behoort hij tot de belangrijkste vertegenwoordigers van de Franse rococo. Hij vervaardigde meerdere portretten van Madame de Pompadour.
Naast schilderijen maakte Boucher muurdecoraties voor het Kasteel van Versailles, ontwierp wandtapijten en maakte behangsels met Chinese motieven. Ook ontwierp Boucher toneeldecors en kostuums voor de opera, de Académie royale de musique, in Parijs.

## Werk in openbare collecties (selectie)
- Alte Pinakothek, München
- Hermitage, Sint-Petersburg
- J. Paul Getty Museum, Los Angeles
- Louvre, Parijs
- Metropolitan Museum of Art, New York[1]
- Museum Boijmans Van Beuningen, Rotterdam
- Rijksmuseum, Amsterdam
- Wallace Collection, Londen
- Wallraf-Richartz-Museum, Keulen

## Galerij

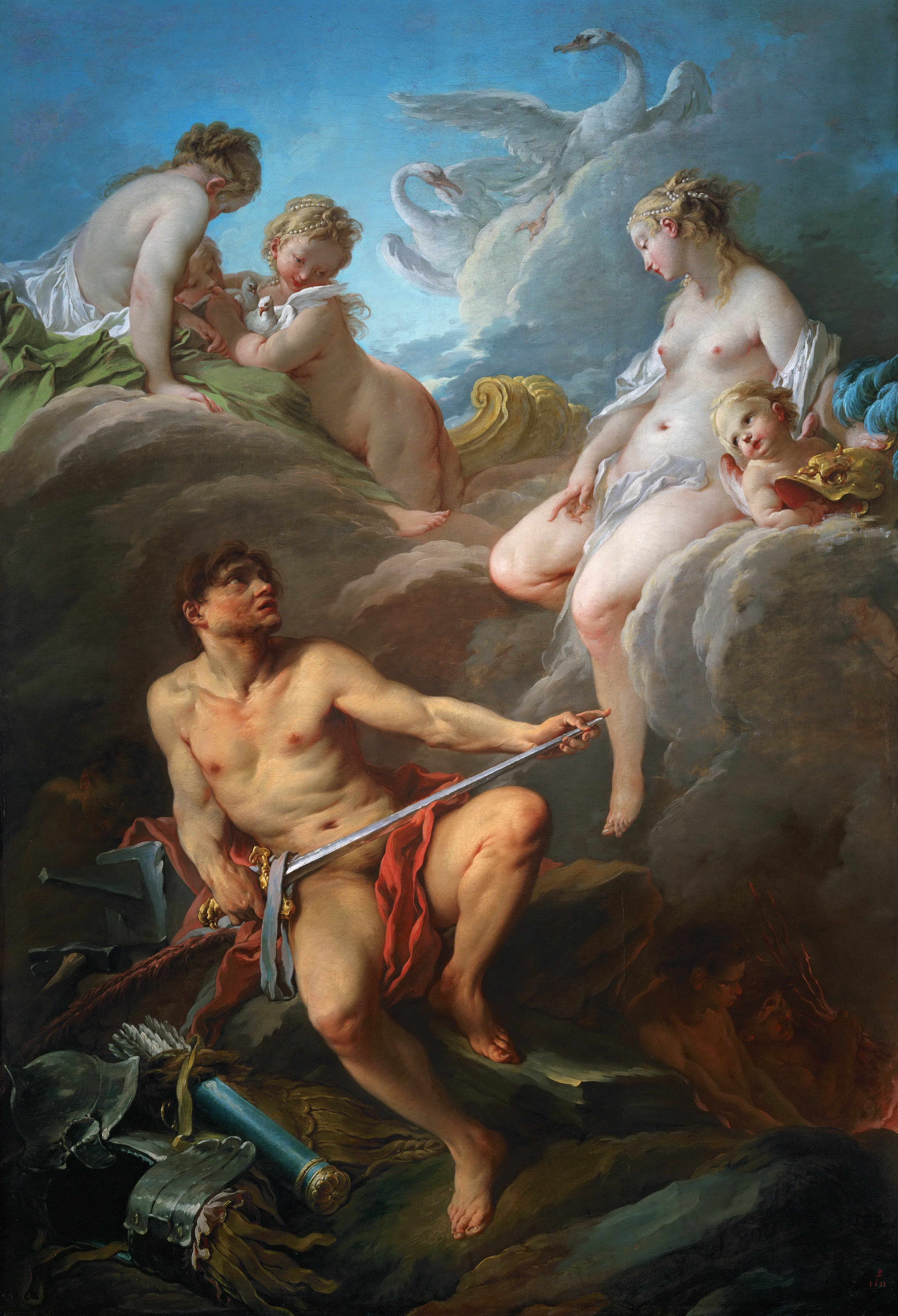
Venus vraagt Vulcanus wapens voor Aeneas, 1732, Louvre, Parijs
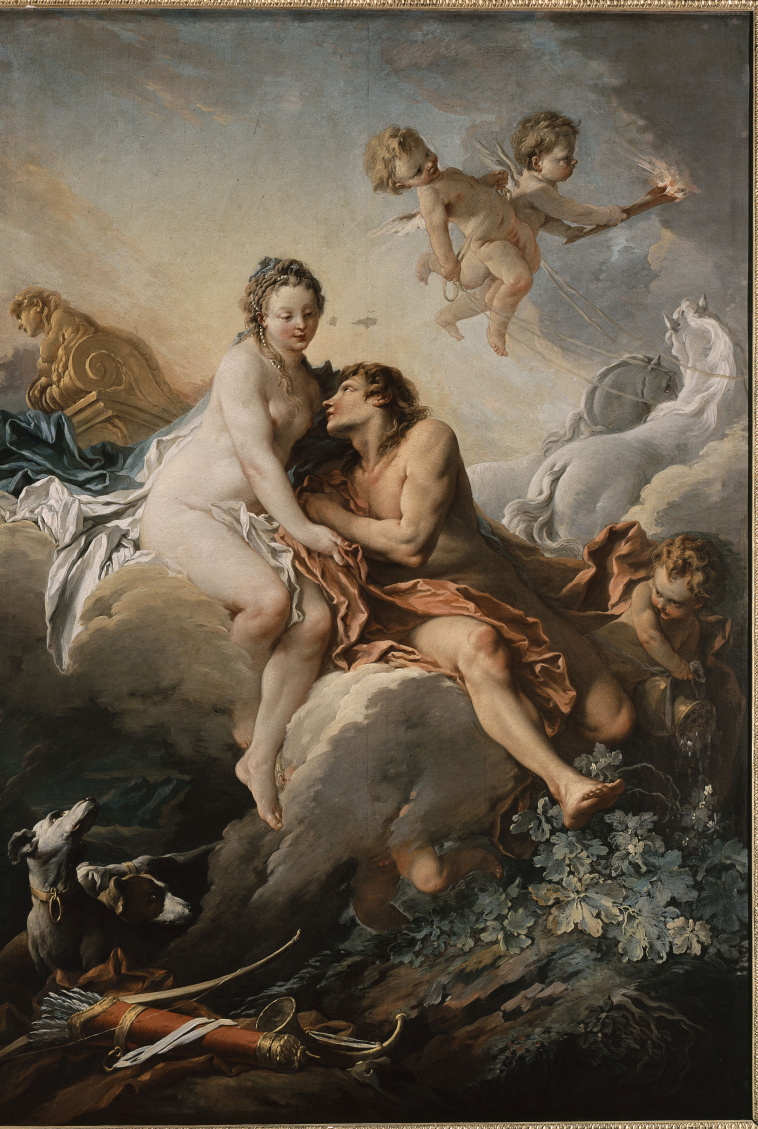
Aurora en Cephalus, 1733, Museum voor Schone Kunsten, Nancy
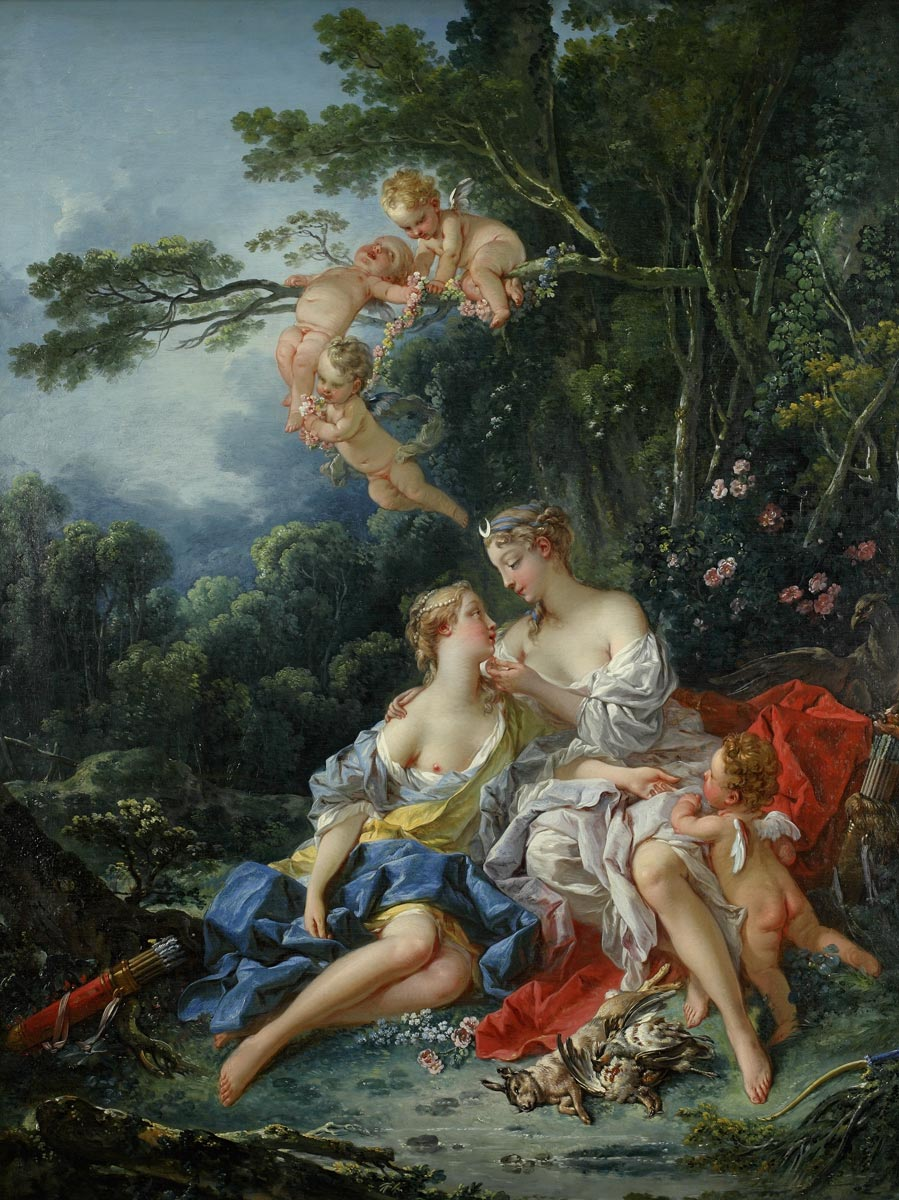
Jupiter en Kallisto, 1744, Poesjkin Museum, Moskou
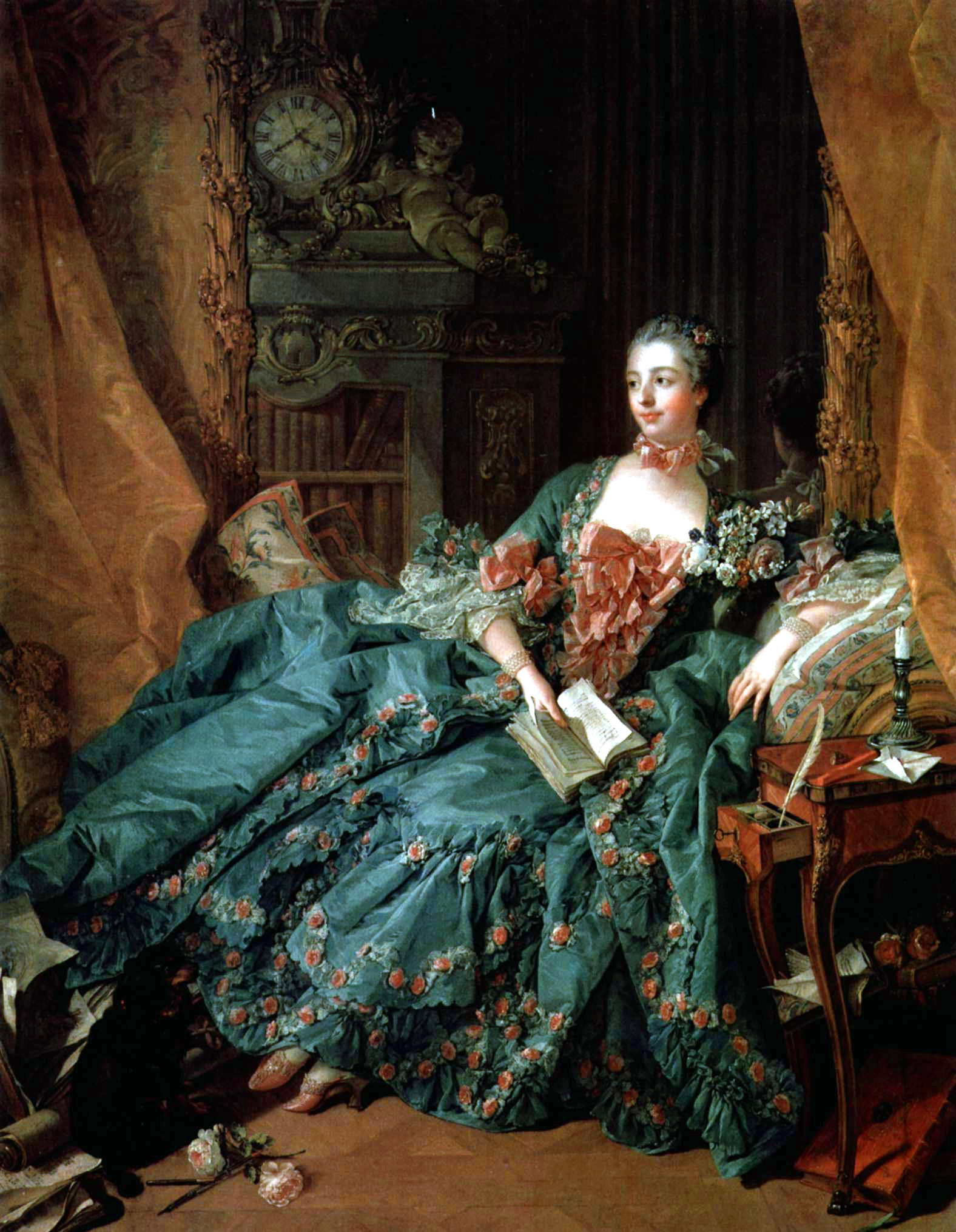
Madame de Pompadour, 1756, Alte Pinakothek, München
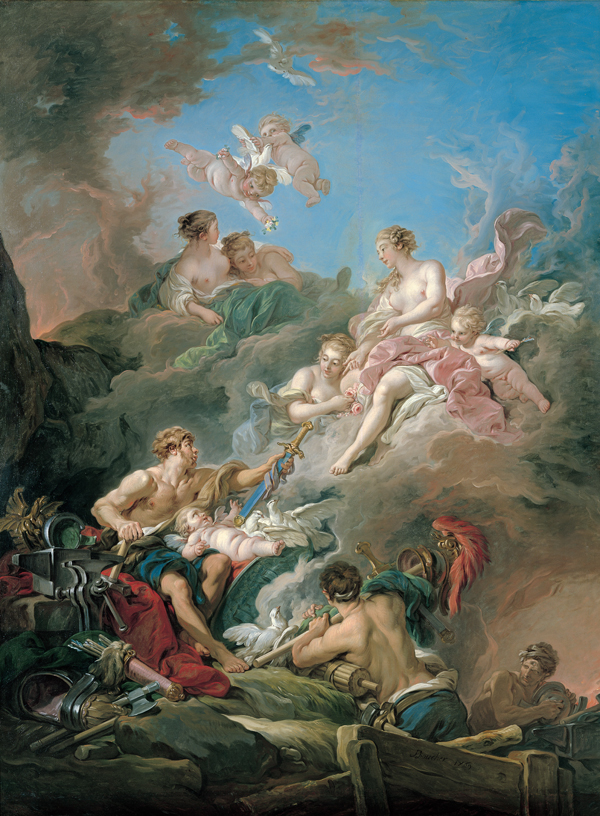
Venus in de smidse van Vulcanus, 1769, Kimbell Art Museum, Fort Worth TX
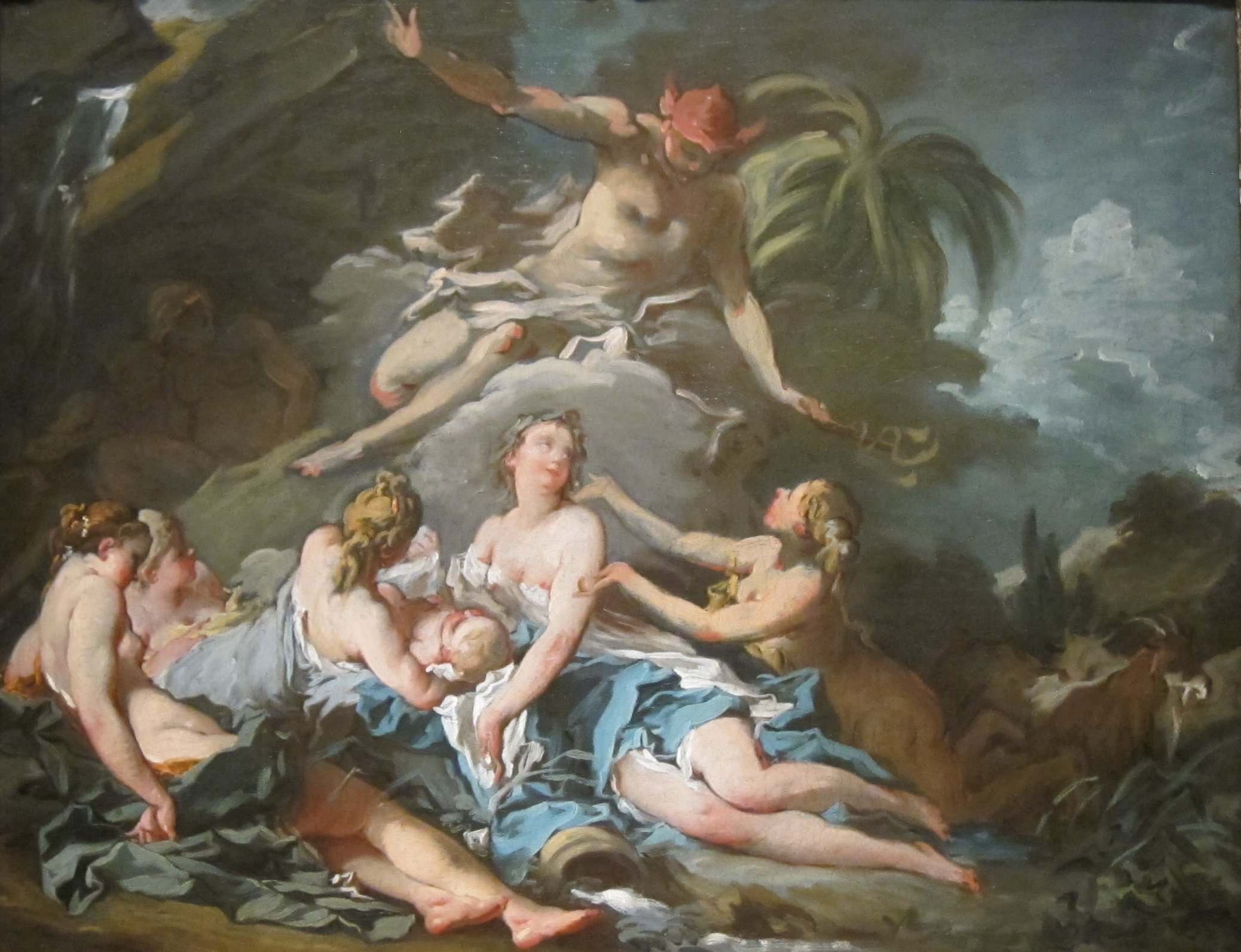
Mercurius vertrouwt de kleine Bacchus aan de nymphen toe, 1734, Cincinnati Art Museum
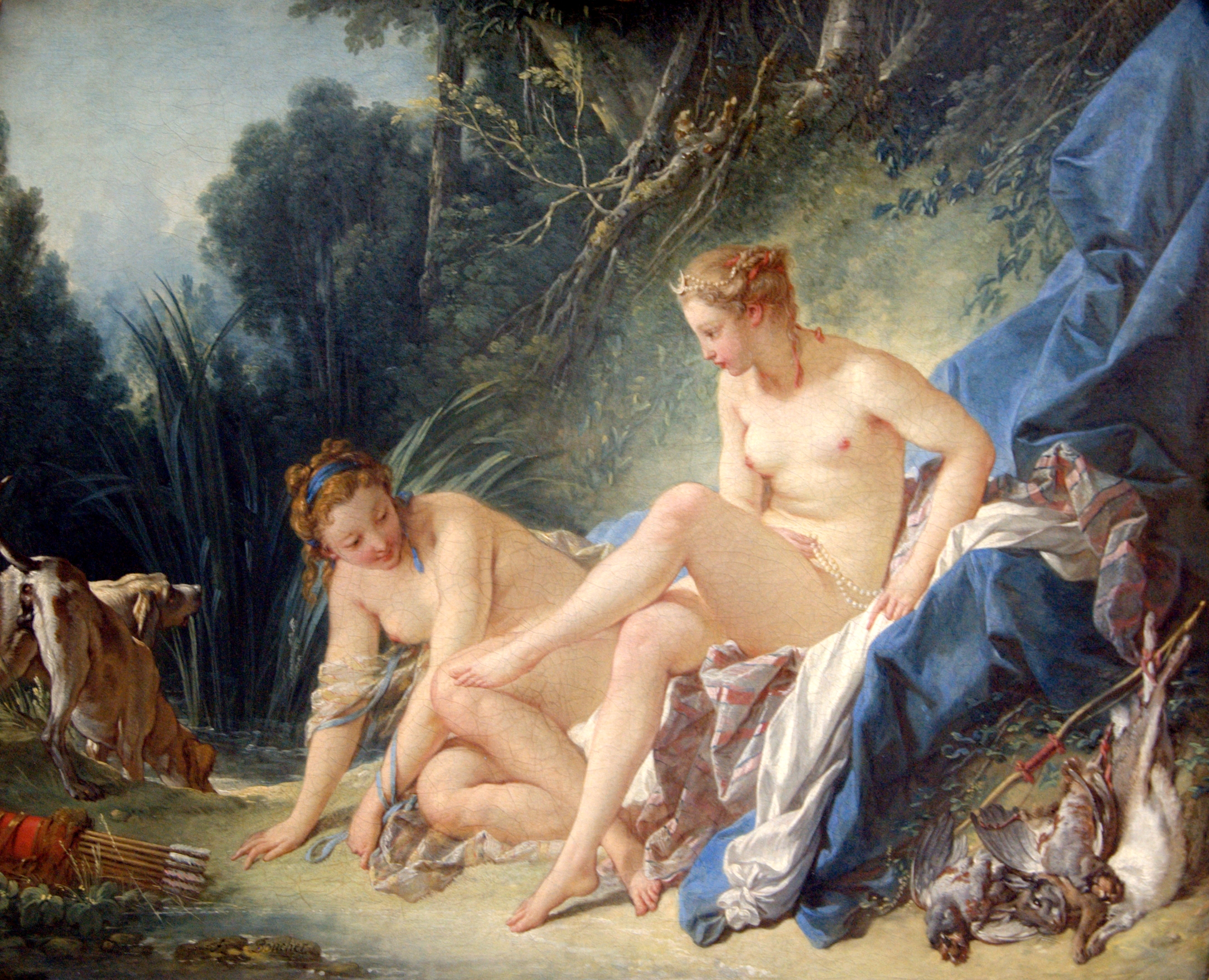
Badende Diane, 1742, Louvre
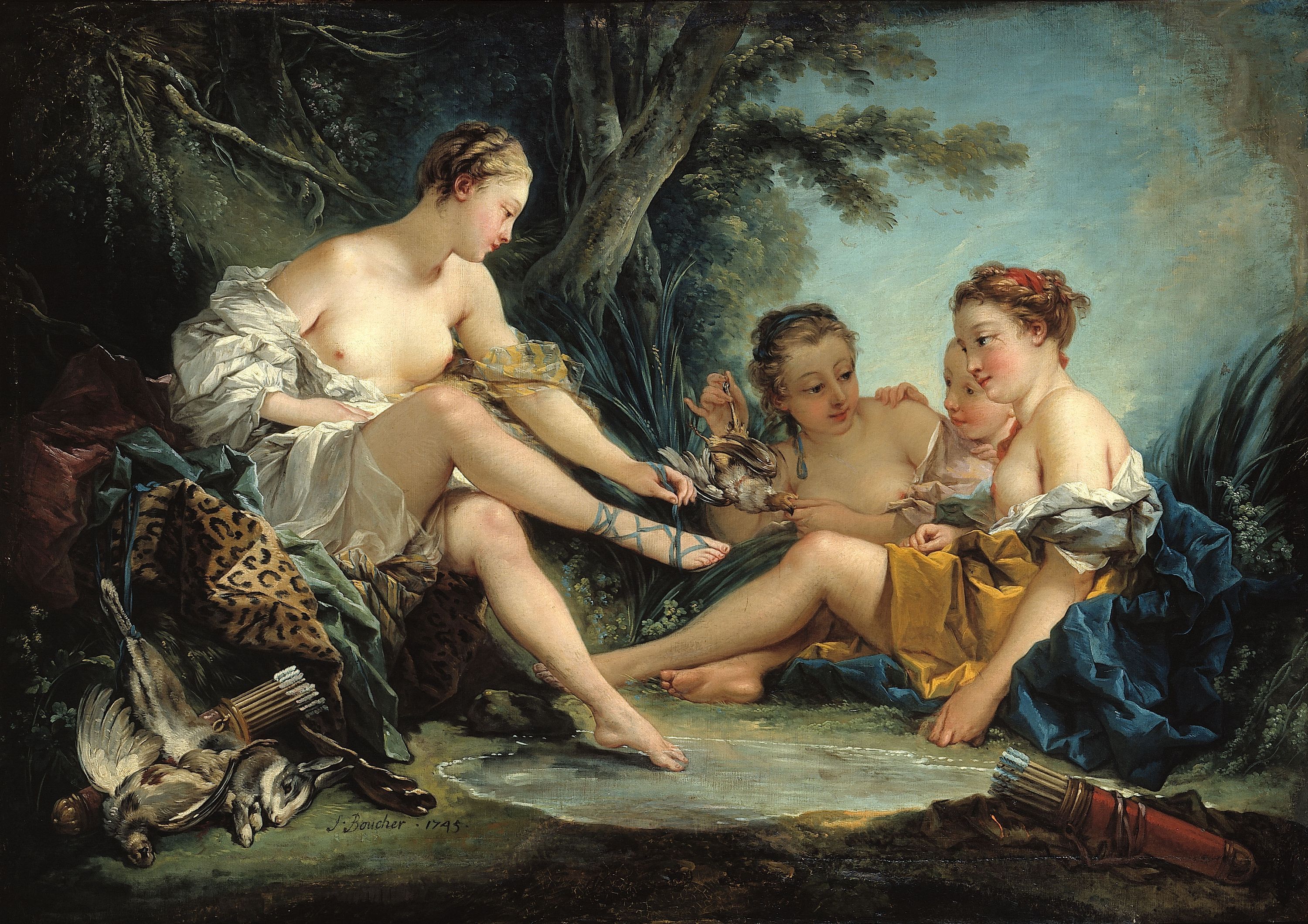
Diane's terugkeer van de jacht, 1745, Musée Cognacq-Jay, Parijs
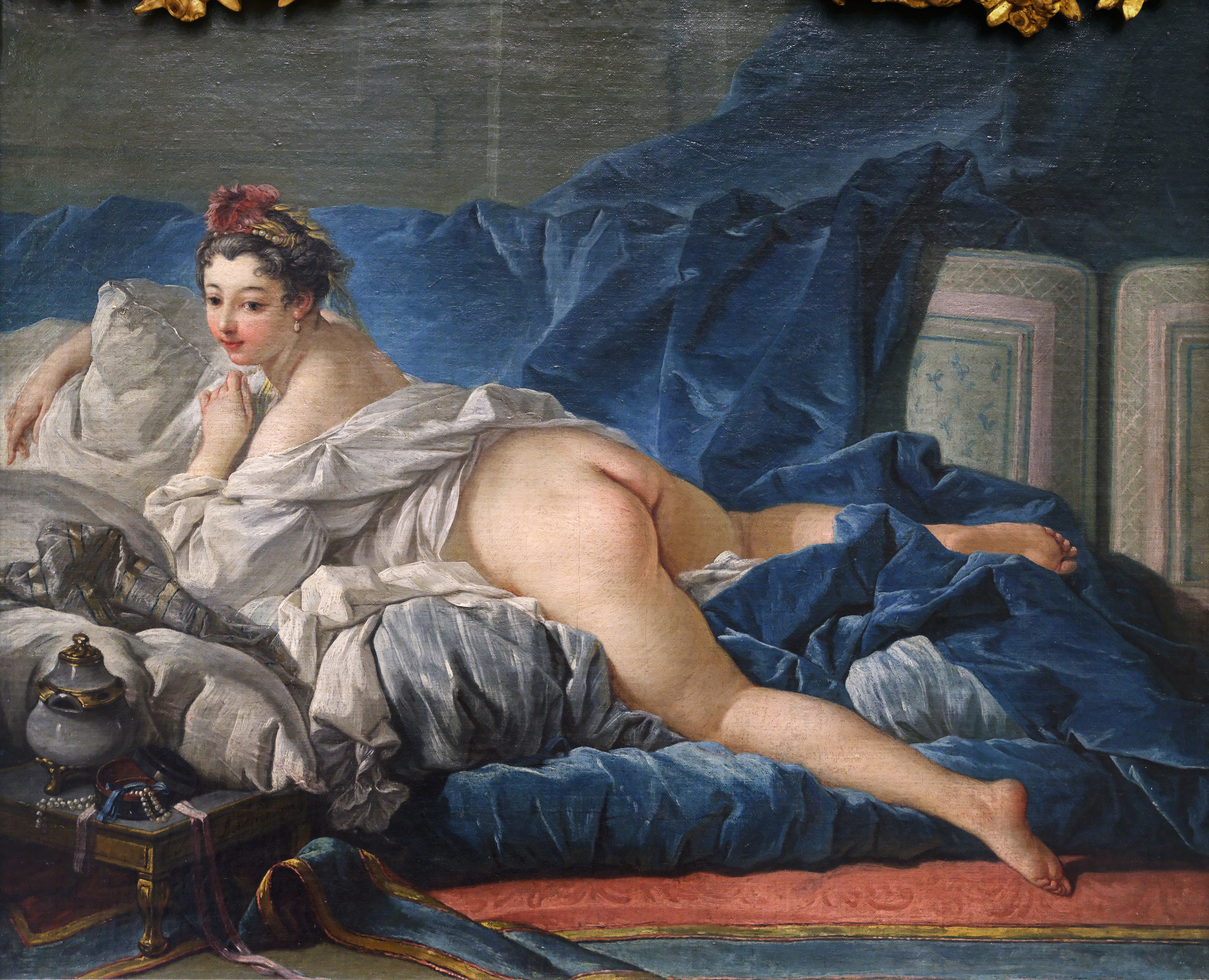
De odalisk, 1745, Louvre
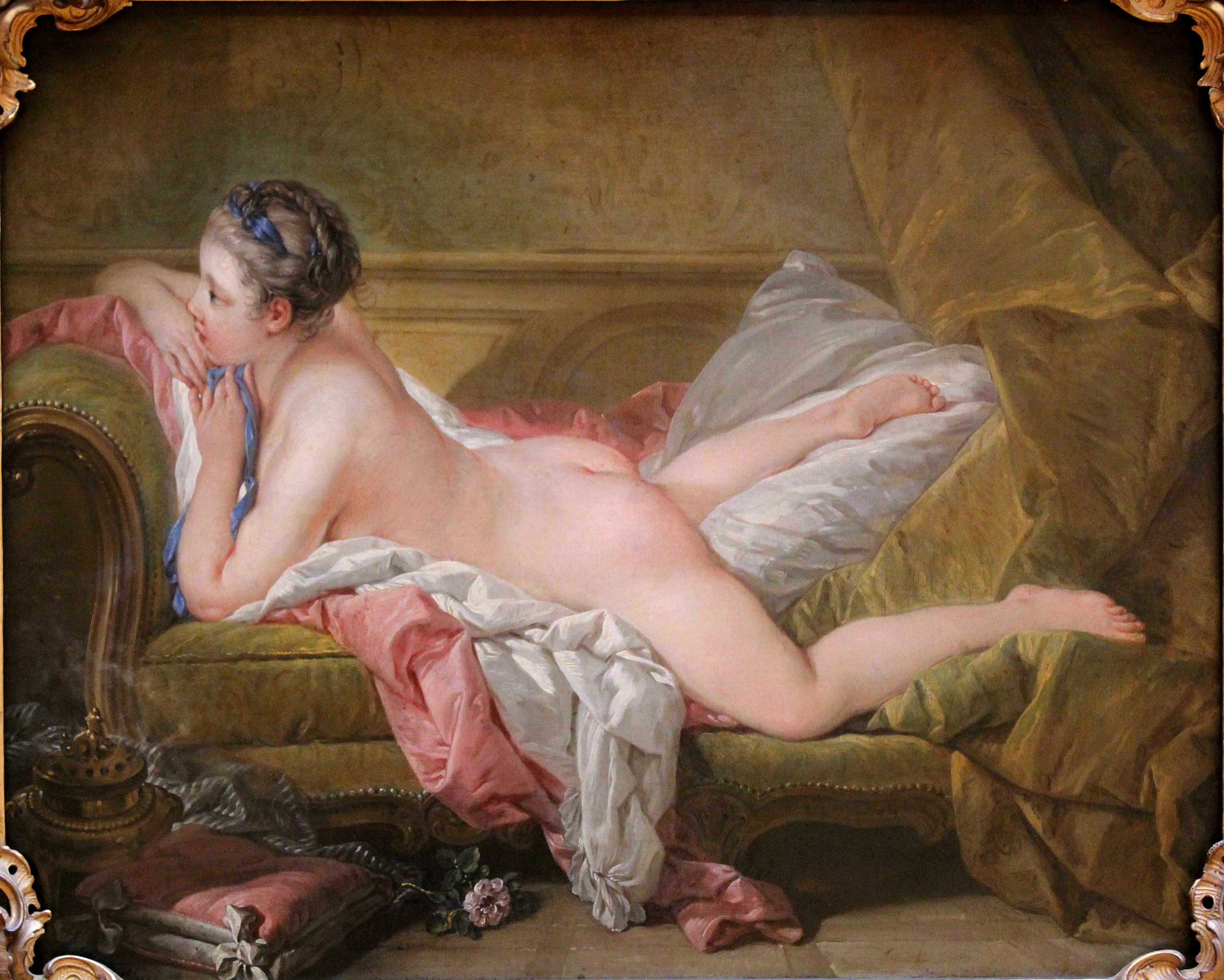
Rustend meisje, 1752, Alte Pinakothek, München